# Ставище (Попельнянский район)
Стави́ще (укр. Ставище) — село на Украине, основано в 1618 году, находится в Попельнянском районе Житомирской области.
Код КОАТУУ — 1824786501. Население по переписи 2001 года составляет 469 человек. Почтовый индекс — 13533. Телефонный код — 4137. Занимает площадь 4,948 км².

## Адрес местного совета
- 13533, Житомирская область, Попельнянский район, село Ставище, ул. Ленина, 1